# Zonotriche
Zonotriche es un género de plantas herbáceas de la familia de las gramíneas o poáceas. Es originario de África tropical.

## Taxonomía
El género fue descrito por (C.E.Hubb.) J.B.Phipps y publicado en Kirkia 4: 113. 1964. La especie tipo es: Zonotriche decora (Stapf) J.B. Phipps

## Especies aceptadas
A continuación se brinda un listado de las especies del género Zonotriche aceptadas hasta febrero de 2013, ordenadas alfabéticamente. Para cada una se indica el nombre binomial seguido del autor, abreviado según las convenciones y usos:
- Zonotriche brunnea (J.B. Phipps) Clayton
- Zonotriche decora (Stapf) J.B. Phipps
- Zonotriche inamoena (K. Schum.) Clayton